# Lathyrus alpestris
Lathyrus alpestris là một loài thực vật có hoa trong họ Đậu. Loài này được (Waldst. & Kit.) Celak. miêu tả khoa học đầu tiên.

## Hình ảnh

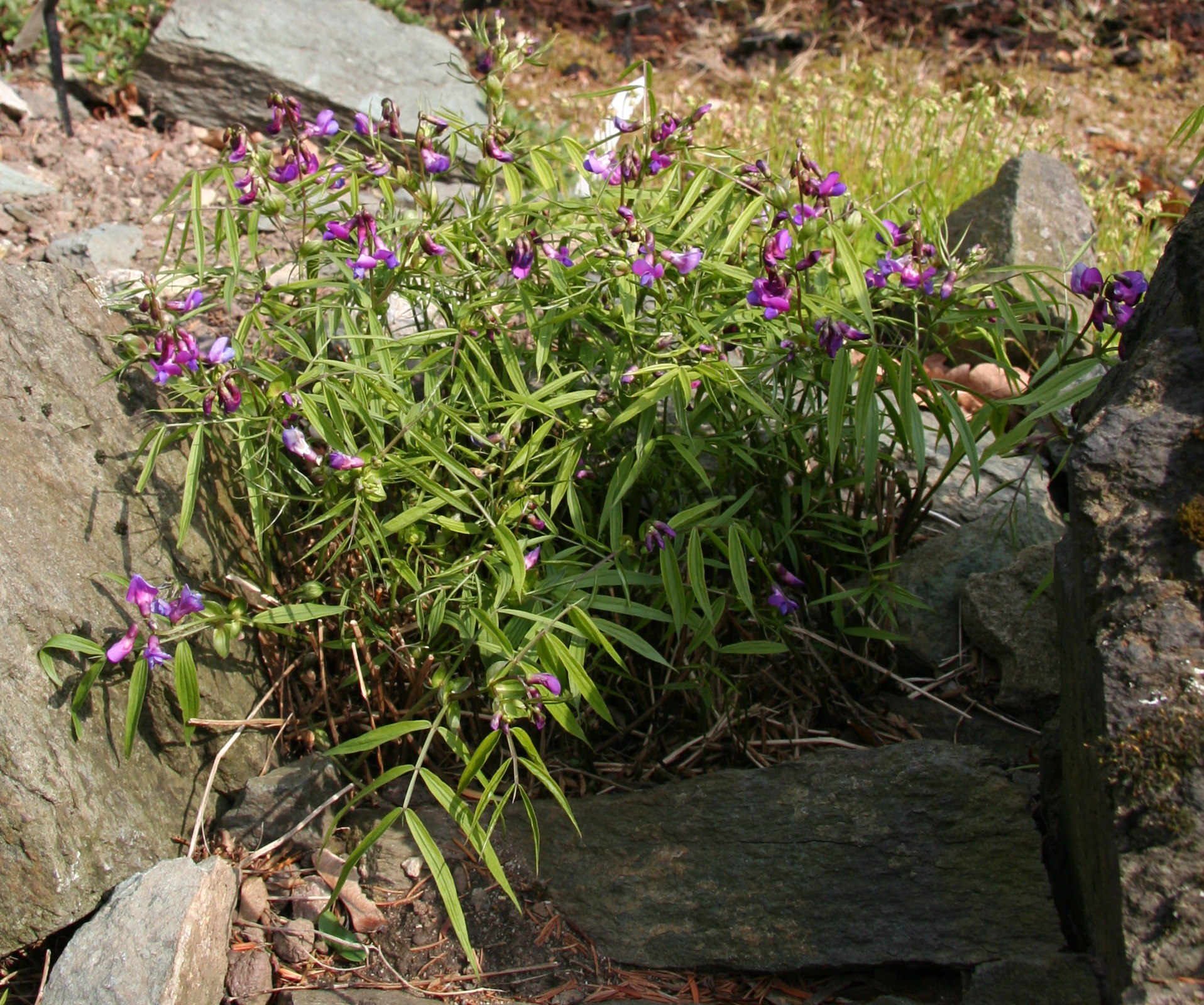
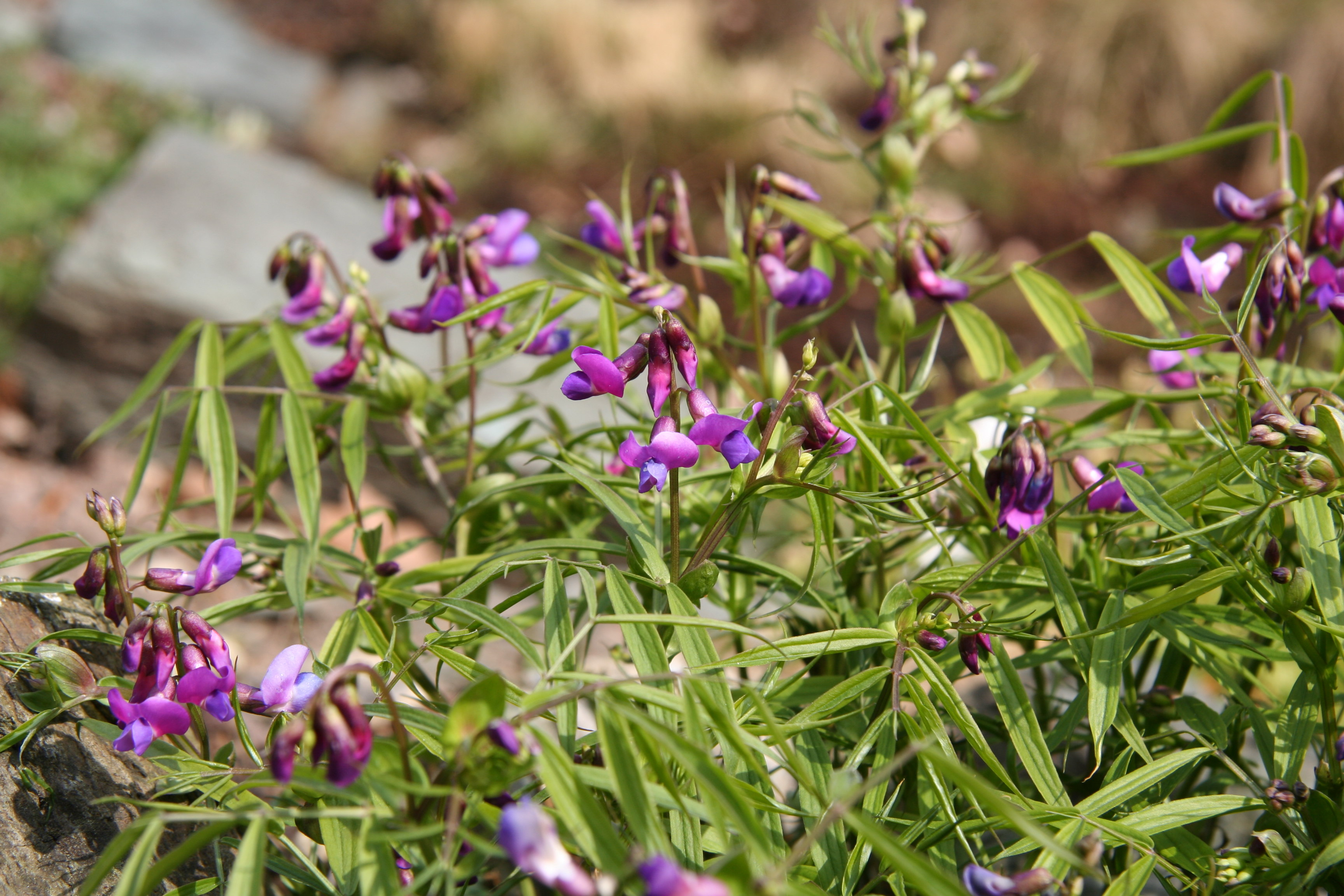